# Ministerstwo Klimatu i Środowiska

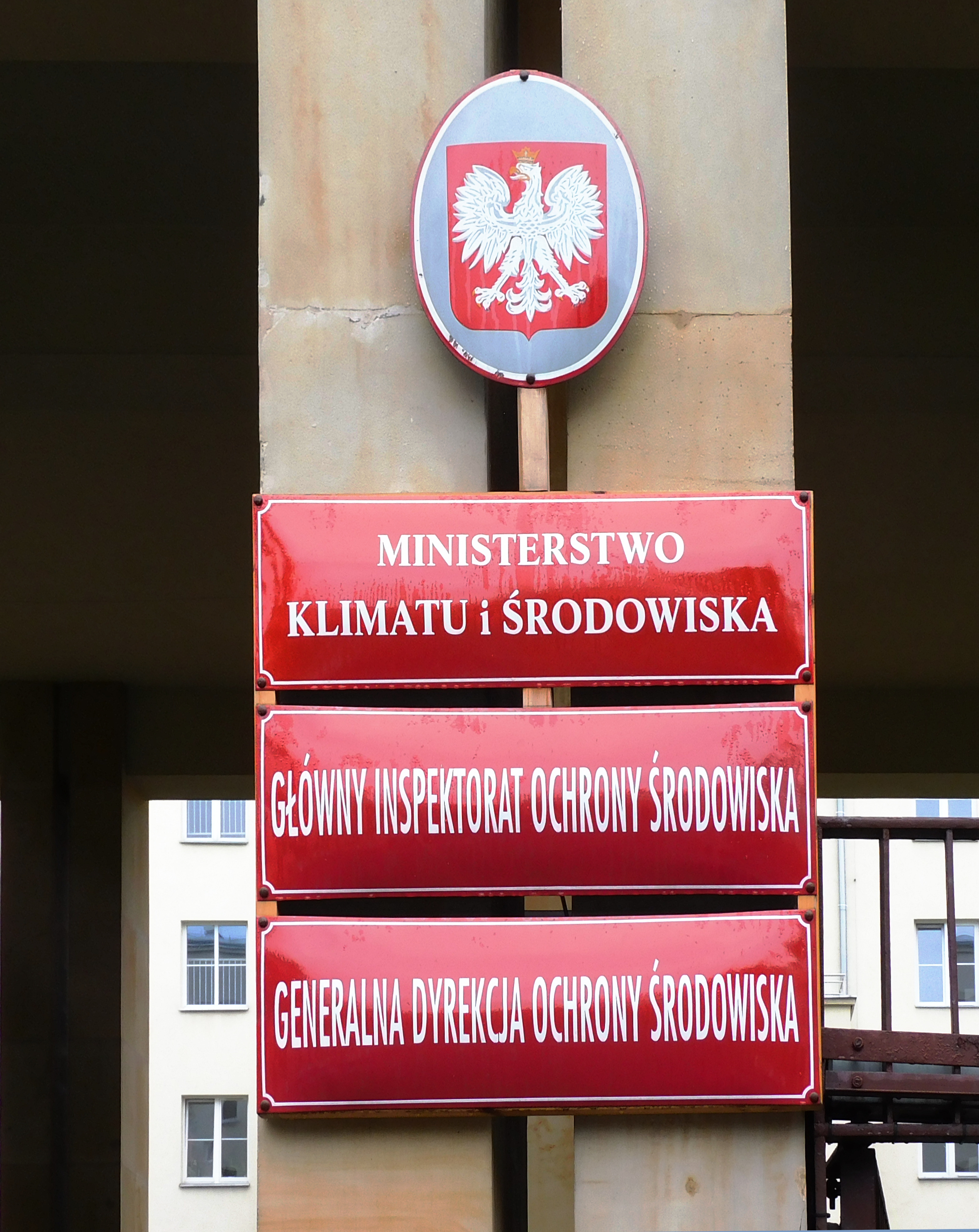

Ministerstwo Klimatu i Środowiska (MKiŚ) – polski urząd administracji rządowej utworzony 6 października 2020 przez przekształcenie dotychczasowego Ministerstwa Klimatu (działy klimat i energia) oraz włączenie w całości kompetencji Ministerstwa Środowiska. Czasowo (do listopada 2020) włączono część kompetencji Ministerstwa Gospodarki Morskiej i Żeglugi Śródlądowej (dział gospodarka wodna).
24 lipca 2025 w związku z rekonstrukcją trzeciego rządu Donalda Tuska z kompetencji ministra klimatu i środowiska wyłączono sprawy działu administracji rządowej energia, przekazując je ministrowi energii i jednocześnie pozostawiając obsługę tego działu Ministerstwu Klimatu i Środowiska.
Siedziba ministerstwa mieści się w Warszawie w budynku dawnej dyrekcji Lasów Państwowych przy ul. Wawelskiej 52/54.

## Kierownictwo[2]
- Paulina Hennig-Kloska (Polska 2050) – minister klimatu i środowiska od 13 grudnia 2023[3]
- Miłosz Motyka (Polskie Stronnictwo Ludowe) – minister energii od 24 lipca 2025
- Urszula Zielińska (Zieloni) – sekretarz stanu od 22 grudnia 2023[4]
- Krzysztof Bolesta (Polska 2050) – sekretarz stanu od 2 lutego 2024[5]
- Anita Sowińska (NL) – podsekretarz stanu od 14 grudnia 2023[6]
- Mikołaj Dorożała (Polska 2050) – podsekretarz stanu od 20 grudnia 2023[7]
- Krzysztof Galos – podsekretarz stanu, Główny Geolog Kraju[8] od 25 stycznia 2024[9]
- Monika Dziadkowiec – dyrektor generalna[10]

## Struktura organizacyjna
W skład ministerstwa wchodzi Gabinet Polityczny Ministra oraz następujące jednostki organizacyjne:
- Departament Adaptacji do Zmian Klimatu i Polityki Miejskiej
- Departament Bezpieczeństwa
- Departament Budżetu
- Departament Edukacji i Komunikacji
- Departament Elektroenergetyki
- Departament Elektromobilności i Innowacji
- Departament Funduszy Europejskich
- Departament Geologii
- Departament Gospodarki Odpadami
- Departament Informatyzacji
- Departament Instrumentów Środowiskowych
- Departament Leśnictwa i Łowiectwa
- Departament Ochrony Powietrza i Negocjacji Klimatycznych
- Departament Ochrony Przyrody
- Departament Odnawialnych Źródeł Energii
- Departament Prawny
- Departament Spraw Międzynarodowych
- Departament Strategii i Analiz
- Departament Transformacji Ciepłowniczej i Efektywności Energetycznej
- Biuro Dyrektora Generalnego
- Biuro Finansowe
- Biuro Kontroli i Audytu
- Biuro Ministra
- Biuro Zarządzania Kapitałem Ludzkim.

Organy podległe ministrowi lub przez niego nadzorowane:
- Generalny Dyrektor Ochrony Środowiska
- Główny Inspektor Ochrony Środowiska
- Prezes Państwowej Agencji Atomistyki

Jednostki organizacyjne podległe ministrowi lub przez niego nadzorowane:
- Jednostki organizacyjne:
  - Biuro Nasiennictwa Leśnego w Warszawie
  - Biuro Urządzania Lasu i Geodezji Leśnej
  - Centralny Azyl dla Zwierząt
  - Narodowy Fundusz Ochrony Środowiska i Gospodarki Wodnej w Warszawie
  - Państwowe Gospodarstwo Leśne Lasy Państwowe w Warszawie
- Instytuty badawcze:
  - Instytut Badawczy Leśnictwa w Sękocinie Starym
  - Instytut Ekologii Terenów Uprzemysłowionych w Katowicach
  - Instytut Energetyki – Państwowy Instytut Badawczy w Warszawie
  - Instytut Nafty i Gazu – Państwowy Instytut Badawczy w Krakowie
  - Instytut Ochrony Środowiska – Państwowy Instytut Badawczy w Warszawie
  - Państwowy Instytut Geologiczny – Państwowy Instytut Badawczy w Warszawie
- Parki narodowe:
  - Babiogórski Park Narodowy z siedzibą w Zawoi
  - Białowieski Park Narodowy z siedzibą w Białowieży
  - Biebrzański Park Narodowy z siedzibą w Osowcu-Twierdzy
  - Bieszczadzki Park Narodowy z siedzibą w Ustrzykach Górnych
  - Drawieński Park Narodowy z siedzibą w Drawnie
  - Gorczański Park Narodowy z siedzibą w Porębie Wielkiej
  - Kampinoski Park Narodowy z siedzibą w Izabelinie
  - Karkonoski Park Narodowy z siedzibą w Jeleniej Górze
  - Magurski Park Narodowy z siedzibą w Krempnej
  - Narwiański Park Narodowy z siedzibą w Kurowie
  - Ojcowski Park Narodowy z siedzibą w Ojcowie
  - Park Narodowy „Bory Tucholskie” z siedzibą w Charzykowach
  - Park Narodowy Gór Stołowych z siedzibą w Kudowie-Zdroju
  - Park Narodowy „Ujście Warty” z siedzibą w Chyrzynie
  - Pieniński Park Narodowy z siedzibą w Krościenku nad Dunajcem
  - Poleski Park Narodowy z siedzibą w Urszulinie
  - Roztoczański Park Narodowy z siedzibą w Zwierzyńcu
  - Słowiński Park Narodowy z siedzibą w Smołdzinie
  - Świętokrzyski Park Narodowy z siedzibą w Bodzentynie
  - Tatrzański Park Narodowy z siedzibą w Zakopanem
  - Wielkopolski Park Narodowy z siedzibą w Jeziorach
  - Wigierski Park Narodowy z siedzibą w Krzywem
  - Woliński Park Narodowy z siedzibą w Międzyzdrojach
- Szkoły leśne:
  - Technikum Leśne w Białowieży
  - Technikum Leśne w Miliczu
  - Technikum Leśne im. prof. Jana Miklaszewskiego w Starościnie
  - Technikum Leśne im. Adama Loreta w Tucholi
  - Technikum Leśne im. prof. Stanisława Sokołowskiego w Warcinie
  - Zespół Szkół Leśnych w Biłgoraju
  - Zespół Szkół Leśnych im. inż. Jana Kloski w Goraju
  - Zespół Szkół Leśnych w Lesku
  - Zespół Szkół Leśnych w Rogozińcu
  - Zespół Szkół Leśnych im. Romana Gesinga w Zagnańsku
  - Zespół Szkół Leśnych i Ekologicznych im. Stanisława Morawskiego w Brynku
  - Branżowe Centrum Umiejętności w Dziedzinie Zawodowej Leśnictwo w Tucholi
- Wojewódzkie fundusze ochrony środowiska i gospodarki wodnej:
  - WFOŚiGW w: Białymstoku, Gdańsku, Katowicach, Kielcach, Krakowie, Lublinie, Łodzi, Olsztynie, Opolu, Poznaniu, Rzeszowie, Szczecinie, Toruniu, Warszawie, Wrocławiu i Zielonej Górze

## Historia
Resort, którego kompetencją jest ochrona środowiska, energia i klimat, funkcjonuje od 15 listopada 2019, kiedy prezydent powołał drugi rząd Mateusza Morawieckiego. Obowiązki resortu środowiska przejął wówczas resort klimatu, postanowiono jednak o rozłączeniu obu resortów i powołaniu specjalnego koordynatora, którym został minister-członek rady ministrów Michał Woś.
23 stycznia 2020 Sejm uchwalił ustawę zmieniającą ustawę o działach administracji rządowej, która w art. 5 nowelizowanej ustawy wprowadza dział klimat oraz dodaje zakres obejmujący ten dział. Ustawa weszła w życie 7 dni od dnia ogłoszenia w Dzienniku Ustaw, czyli 29 lutego 2020. Rozporządzeniem Rady Ministrów z dnia 20 marca 2020 r. przywrócono Ministerstwo Środowiska z dniem 21 marca 2020.
Ministerstwa środowiska i klimatu połączono ponownie w ramach rekonstrukcji rządu 6 października 2020. Wtedy również ponownie w zakres kompetencji ministerstwa włączono dział gospodarki wodnej, ale nieco ponad miesiąc później przeniesiono go do Ministerstwa Infrastruktury. 7 października 2020, z mocą obowiązującą od 6 października 2020, weszło w życie rozporządzenie Rady Ministrów z dnia 7 października 2020 r. w sprawie zniesienia Ministerstwa Środowiska i rozporządzenie Rady Ministrów z dnia 7 października 2020 r. w sprawie utworzenia Ministerstwa Klimatu i Środowiska.